# Wilhelm Schnaß
Wilhelm Schnaß, auch Wilhelm Schnass (* 10. Februar 1775 in Oberlahnstein; † 9. September 1864 ebenda) war ein deutscher Schultheiß und Mitglied des Nassauischen Landtags.

## Leben
Wilhelm Schnaß wurde als Sohn des Lehrers Franz Heinrich Schnaß († nach 1785) und dessen Ehefrau Anna Maria Mangold geboren. Er war in seinem Heimatort Stadtschultheiß (heute Bürgermeister) und Besitzer eines Gutes. 1839 erhielt er aus der Gruppe der Grundbesitzer des Wahlkreises Wiesbaden ein Mandat für die Zweite Kammer des Nassauischen Landtags. Er blieb bis 1845 in dem Parlament. 
1884 wurde sein Wohnhaus in Oberlahnstein zwangsversteigert.